# فصل تابستان (فیلم ۱۹۵۵)
فصل تابستان (انگلیسی: Summertime) فیلمی در ژانر درام و رمانتیک به کارگردانی دیوید لین است که در سال ۱۹۵۵ منتشر شد. از بازیگران آن می‌توان به کاترین هپبورن و ایسا میراندا اشاره کرد.